# 张喜芳
张喜芳（英語：Anna Segedi；2000年12月20日—），中国女子冰球运动员。目前在NCAA第一賽區的ECAC上的勝勞倫斯聖徒隊。1歲時被美國密歇根的一个家庭领养，成長於美國，4歲開始打冰球。現效力於深圳昆侖鴻星萬科陽光冰球隊。她表示：“在我很小的时候，奥運會就存在於我的生命裡了，因為我很喜歡在電視上觀看奧運會比赛，期待着有一天我也能達到那个高度。如果我有機會代表中國出現在2022北京冬奧會賽場，那將是夢想照進現實了。我會非常感激我的家人、我的血统、教練和隊友們。”

## 球員生涯
张喜芳出生於中國，小時候在美國底特律大都會西郊的密歇根州商業镇長大。2012年至2014年，她在底特律的Honeybaked U14參加一級精英B级冰球聯賽(T1EBHL)，並在在2014-15賽季與Belle Tire Girls Minor Midget一起參加T1EHL 16U聯賽，得分排名聯盟第三，球隊獲得U16全國冠軍。她的小輩職業生涯曾與Belle Tire Girls 19U一起參加T1EHL 19U和USA Hockey Girls Tier I 19U。张喜芳在 2017年獲得全國冠軍頭銜，2018年獲得全國冠軍銀牌，2019年獲得全國冠軍銅牌並獲得三項冠軍連續密歇根州冠軍。

### 美国大学体育协会
2019-20赛季以新生的身份參加了NCAA第一級别ECAC協會中的聖勞倫斯聖徒女子冰球隊。她在NCAA比賽的第一个月就取得了成功，攻入6个進球和5个助攻——包括對新罕布什爾州的帽子戲法——並被評為2019年10月7日的周最佳女球員和2019年10月的女最佳新秀。她结束了她的新秀赛季，在所有聖勞倫斯運動員中得分排名第二，在36場比賽中打入11球和12次助攻，得23分。
她的第二赛季繼續取得成功，带領球隊得分，在因新冠病毒縮短赛季的13场比賽中打進4球和8次助攻得12分。她被ECAC協會評為2021年2月後備訓練隊月度最佳球員，此前她在整個月的場均得分超過1分，並記錄了三場多點表演。
因有機會在2022年冬季奧運上为中國國家女子冰球隊試訊，她暫停了大學冰球生涯，並於2021年夏天與深圳昆侖鴻星簽約，成為職業球員。該隊2021年的名單——22名球員僅包括有資格代表中國參加即將到来的奧運會的球員，這讓主教練Brian Idalski在组建國家隊之前有大量時間來評估個人表現。張喜芳為她在國家隊的位置做了一個令人信服的案例，在對陣7.62 Voskresensk的比賽中上演帽子戲法，並且在球隊中排名第三（得分第四）。2021年9月，她被評為ZhHL月度新秀。

### 國際比賽
十幾歲的時候，張喜芳參加了幾個美國Hockey Girls U18發展營。
2022年1月28日，她正式入選2022年冬季奧運會女子冰球比賽中國名單。  4月9日，在女子冰球世锦赛甲級B组第一輪比賽中，張喜芳破門得分，幫助中國隊以5-0戰勝韓國隊。4月11日，在女子冰球世錦赛甲級B組第三輪比賽中，張喜芳打進2球，幫助中國隊以14比2完胜斯洛文尼亞隊，取得三连勝。  4月12日，在女子冰球世錦賽甲級B組第四輪比賽中，張喜芳接到隊友的妙傳破門得分，幫助中國隊以6比2擊敗哈薩克斯坦隊，取得四連勝。 4月15日，在女子冰球世錦賽甲級B組第五輪比賽中，張喜芳取得進球，幫助中國隊以7比2戰勝波蘭隊，奪得冠軍，成功升入甲級A組。